# Matt Duchene
Matthew Duchene, född 16 januari 1991, är en kanadensisk professionell ishockeyspelare som spelar för Dallas Stars i National Hockey League (NHL). Han har tidigare spelat för NHL-lagen Colorado Avalanche, Ottawa Senators, Columbus Blue Jackets och Nashville Predators.
Duchene draftades som tredje spelare totalt av Avalanche vid NHL Entry Draft 2010. Han vann OS-guld med Kanada vid OS i Vancouver 2010.

## Spelarkarriär

### De tidiga åren
Duchene växte upp i Lindsay, Ontario och började spela hockey för OMHA Central Ontario Wolves i östra AAA League där han noterades för 106 poäng på 52 matcher. Efter säsongen 2006-07 med Wolves blev Duchene vald i 1:a omgången av 2007 OHL Priority Selection från Brampton Battalion.

### Junior
Duchene spelade juniorhockey i Ontario Hockey League (OHL) säsongen 2007-08, och noteras för 30 mål och 50 poäng i hans rookiesäsong. Säsongen efter det förbättrades han statistik med 79 poäng på 57 matcher.
I draften 2009 var Duchene en av de hetaste kandidaterna att gå tidigt i draften. Han gick i första rundan och som 3:e totalt. John Tavares för New York Islanders och Victor Hedman för Tampa Bay Lightning var de som gick före Matt. Duchene har dragit jämförelser till sådana pensionerade stjärnor som Steve Yzerman och Joe Sakic, liksom nuvarande stjärnan Mike Richards.

### NHL

#### Colorado Avalanche
Duchene noterades för sin första poäng i sin NHL-debut den 1 oktober 2009 då han stod för en målgivande passning då Colorado tog emot San Jose Sharks på hemmaplan. Hans första mål kom en månad då Avalanche mötte Detroit Red Wings. En dag senare stod det klart att Duchene skulle tillbringa hela säsongen med Avalanche.
30 november 2009 gjorde Matt två mål i samma match i en seger mot Tampa Bay Lightning. Nästa match, mot Florida Panthers gjorde Matt två mål igen och tre poäng. Det var första gången som en 18-åring i NHL gjort två mål i samma match två matcher i rad sedan Radek Dvorak gjorde det med Florida i november 1995.

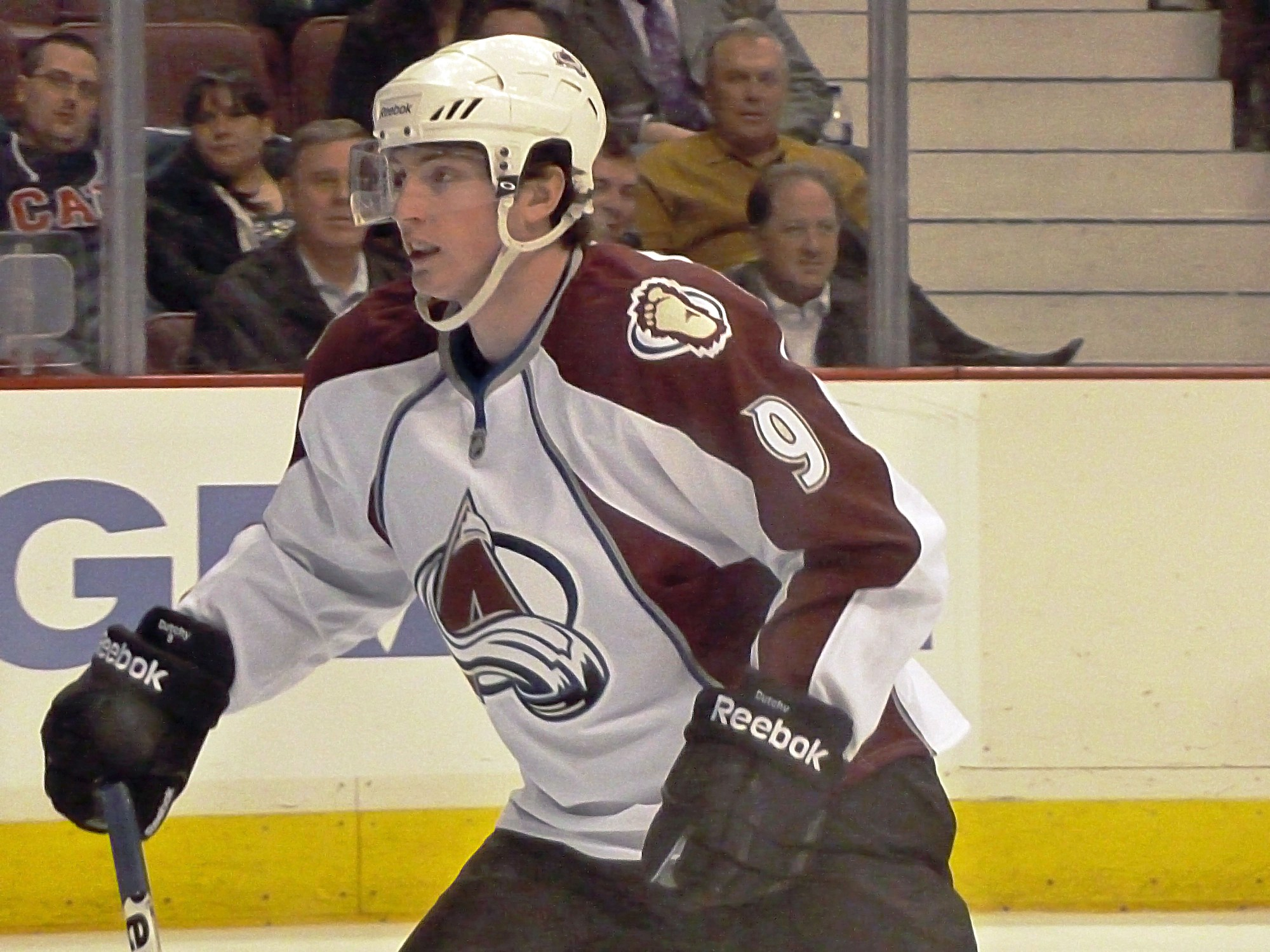
Duchene med Avalanche 2011.

6 april 2010 hade Avalanche chans att gå till slutspel om de skulle vinna matchen på bortaplan mot Vancouver Canucks. Med oavgjort 3-3 efter full tid, så gjorde Matt Duchene mål på straffläggningen och säkrade en slutspelsplats för Colorado för första gången sedan 2008. Duchene avslutade sin rookiesäsong på tredjeplats i lagets interna poängliga på 55 poäng, och tvåa i antal gjorda mål med 24 fullträffar. Bland NHL rookies slutade han först i poängligan, en poäng före John Tavares. Duchene gjorde tre assist i sex slutspelsmatcher innan Avalanche eliminerades av San Jose Sharks i första rundan. Efter avslutad säsong, var han utvald till NHL All-Rookie Team och trea i Calder Trophy omröstningen.
Säsongen 2010-11, gick Duchene sitt första slagsmål mot Vladimír Sobotka i St Louis Blues den 15 november 2010. Flera månader fick han för första gången delta i NHL All-Star Game. Under matchen blev han den första spelaren i NHL All-Star Game historia som tilldelades ett straffslag när Aleksandr Ovetjkin drog ner honom i ett friläge. Duchene satte hans 100:e poäng i NHL den 26 januari 2011, med ett mål mot Phoenix Coyotes målvakt Ilja Bryzgalov i en 5-2-förlust. Målet gjorde honom till den yngsta spelaren i Avalanche (inklusive Quebec Nordiques eran) att nå 100 poäng. Duchene avslutade säsongen med 67 poäng och blev den yngsta spelaren i Avalanche historia att vinna poängligan.
4 november 2011 gjorde Matt Duchene sitt första hattrick i en 7-6 övertids-förlust mot Dallas Stars. Denna match var också hans första fyrapoängsmatch. Efter att bara ha missat 3 matcher under två säsonger, skulle hans tredje säsong i NHL bara bli 58 matcher, på grund av ett krånglande knä och senare samma sak med höger fotled. Efter säsongen 2011-12 bekräftade Duchene till The Denver Post att han spelat de återstående matcherna med skada säsongen ut i ett desperat försök för att nå slutspel med Avs som misslyckades. Han avslutade säsongen med 28 poäng och 14 mål.

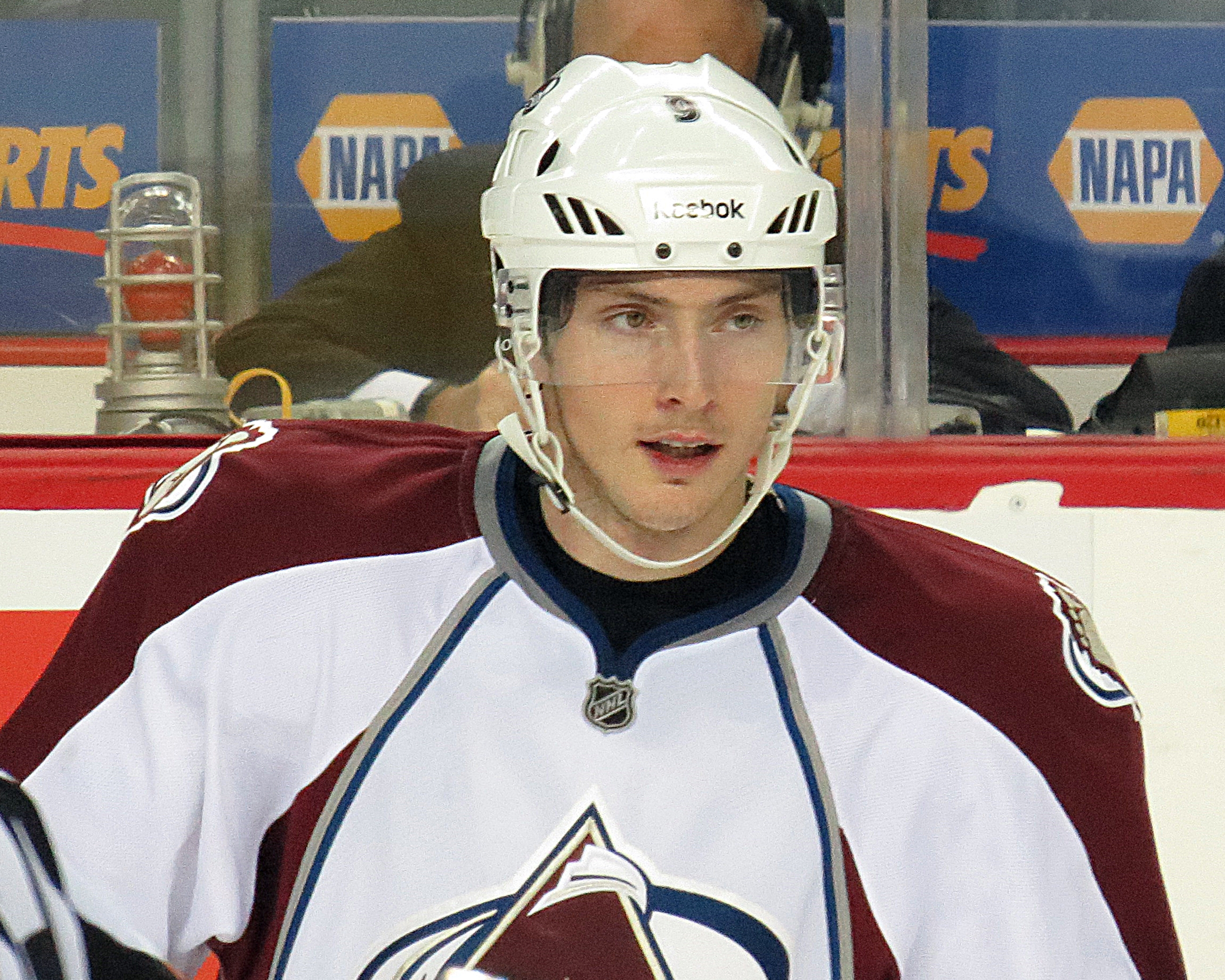
Duchene 2013.

23 juni 2012 var Matt free-agent och kom överens om ett tvåårskontrakt med Avalanche värt $ 7.000.000. Med NHL-lockouten 2012 i kraft undertecknade Duchene ett inledande två månaders kontrakt med Frölunda HC i svenska Elitserien den 2 oktober 2012. Han debuterade den 14 oktober i en 4-3-seger mot Modo Hockey, där han bidrog med två assist. Vid slutet av sitt kontrakt med Indians meddelades Duchene kontraktet inte skulle förlängas och i hans sista match med Frölunda gjorde han det matchvinnande målet i en 3-1-seger över Linköping HC. Han fick stående ovationer efter matchen och slutade med fyra mål och 14 poäng på 19 matcher. Följande dag den 9 december 2012 stannade Duchene i Europa när han undertecknade ett en-månaders kontrakt med schweiziska laget HC Ambri-Piotta i National League A tills konflikten upphört. Han spelade i 4 matcher och producerade 5 poäng och tog sig även med i Spengler Cup All-Star Team innan NHL-lockouten officiellt hade avslutats.
18 juli 2013 skrev Duchene ett 5-årskontrakt med Colorado värt 30 miljoner dollar.
Säsongen 2013–14 vann Duchene den interna poängligan för Avalanche som också var etta i Central Division. 31 mars 2014 gick Avalanche ut med att Duchene skulle missa fyra veckor av spel på grund av en kollision med lagkamraten Jamie McGinn under en pågående match mot San Jose Sharks. Duchene missade därmed lagets första fem matcher i slutspelet men kom tillbaka i spel till match 6 och 7 och noterades för tre assist då Avalanche åkte ut i första rundan mot Minnesota Wild med 3-4 i matcher.
13 oktober 2016 offentliggjorde Avalanche att Duchene kommer att vara assisterande kapten säsongen 2016–17.

#### Ottawa Senators
Efter nästan ett år av trejdspekulationer så startade Duchene ändå säsongen 2017–18 med Avalanche. 5 november 2017, mitt under sin 14:e match för säsongen så meddelades det att han trejdats till Ottawa Senators under en pågående match mot New York Islanders. Trejden blev en så kallad trevägstrejd med Ottawa och Nashville Predators som omfattade Kyle Turris, Andrew Hammond, Shane Bowers, två juniorspelare samt två draftval, ett i förstarundan 2018 och ett i tredjerundan 2019.

#### Columbus Blue Jackets
Den 22 februari 2019 blev Duchene tillsammans med Julius Bergman trejdad till Columbus Blue Jackets, i utbyte mot Jonathan Davidsson, Vitaly Abramov och villkorliga draftval i första rundan 2019 och 2020.

#### Nashville Predators
1 juli 2019, som free agent, signerade Duchene ett sjuårskontrakt med Nashville Predators.

## Privatliv
Duchene är kristen och djupt troende. Han är brorson till Newell Brown som är assisterande tränare i Arizona Coyotes. När han växte var han ett stort fan av Colorado Avalanche och hade matchtröjor med Joe Sakic och Patrick Roy.
8 juli 2017 gifte sig Duchene med Ashley Grossaint. Deras första barn, Beau David Newell Duchene föddes 9 januari 2019. Deras andra barn dottern Jaymes Olivia Duchene föddes 9 november 2020.

## Statistik

### Klubbkarriär
| 2007–08    | Brampton Battalion    | OHL        | 64   | 30  | 20  | 50  | 22  | 5  | 1  | 1  | 2  | 10 |
| 2008–09    | Brampton Battalion    | OHL        | 57   | 31  | 48  | 79  | 42  | 21 | 14 | 12 | 26 | 21 |
| 2009–10    | Colorado Avalanche    | NHL        | 81   | 24  | 31  | 55  | 16  | 6  | 0  | 3  | 3  | 0  |
| 2010–11    | Colorado Avalanche    | NHL        | 80   | 27  | 40  | 67  | 33  | –  | –  | –  | –  | –  |
| 2011–12    | Colorado Avalanche    | NHL        | 58   | 14  | 14  | 28  | 8   | –  | –  | –  | –  | –  |
| 2012–13    | Frölunda HC           | SHL        | 19   | 4   | 10  | 14  | 12  | –  | –  | –  | –  | –  |
| 2012–13    | HC Ambri-Piotta       | NLA        | 4    | 2   | 3   | 5   | 2   | –  | –  | –  | –  | –  |
| 2012–13    | Colorado Avalanche    | NHL        | 47   | 17  | 26  | 43  | 12  | –  | –  | –  | –  | –  |
| 2013–14    | Colorado Avalanche    | NHL        | 71   | 23  | 47  | 70  | 19  | 2  | 0  | 3  | 3  | 2  |
| 2014–15    | Colorado Avalanche    | NHL        | 82   | 21  | 34  | 55  | 16  | –  | –  | –  | –  | –  |
| 2015–16    | Colorado Avalanche    | NHL        | 76   | 30  | 29  | 59  | 24  | –  | –  | –  | –  | –  |
| 2016–17    | Colorado Avalanche    | NHL        | 77   | 18  | 23  | 41  | 12  | –  | –  | –  | –  | –  |
| 2017–18    | Colorado Avalanche    | NHL        | 14   | 4   | 6   | 10  | 4   | –  | –  | –  | –  | –  |
| 2017–18    | Ottawa Senators       | NHL        | 68   | 23  | 26  | 49  | 14  | –  | –  | –  | –  | –  |
| 2018–19    | Ottawa Senators       | NHL        | 50   | 27  | 31  | 58  | 6   | –  | –  | –  | –  | –  |
| 2018–19    | Columbus Blue Jackets | NHL        | 23   | 4   | 8   | 12  | 2   | 10 | 5  | 5  | 10 | 0  |
| 2019–20    | Nashville Predators   | NHL        | 66   | 13  | 29  | 42  | 24  | 4  | 1  | 1  | 2  | 2  |
| 2020–21    | Nashville Predators   | NHL        | 34   | 6   | 7   | 13  | 6   | 6  | 1  | 2  | 3  | 2  |
| 2021–22    | Nashville Predators   | NHL        | 78   | 43  | 43  | 86  | 38  | 4  | 3  | 1  | 4  | 0  |
| 2022–23    | Nashville Predators   | NHL        | 71   | 22  | 34  | 56  | 32  | —  | —  | —  | —  | —  |
| 2023–24    | Dallas Stars          | NHL        | 80   | 25  | 40  | 65  | 20  | 19 | 2  | 4  | 6  | 6  |
| NHL totalt | NHL totalt            | NHL totalt | 1056 | 341 | 468 | 809 | 286 | 51 | 12 | 19 | 31 | 12 |

### Internationellt
| År            | Lag           | Turnering     | Resultat      |    | Matcher | Mål | Assist | Poäng | Utv |
| ------------- | ------------- | ------------- | ------------- | -- | ------- | --- | ------ | ----- | --- |
| 2008          | Kanada        | U17           | 1             | 6  | 4       | 6   | 10     | 8     |     |
| 2008          | Kanada        | WJC18         | 1             | 7  | 5       | 3   | 8      | 6     |     |
| 2008          | Kanada        | IH18          | 1             | 4  | 1       | 3   | 4      | 4     |     |
| 2010          | Kanada        | VM            | 7:a           | 7  | 4       | 3   | 7      | 0     |     |
| 2011          | Canada        | WC            | 5:a           | 7  | 0       | 0   | 0      | 2     |     |
| 2012          | Kanada        | SC            | 1             | 4  | 2       | 3   | 5      | 0     |     |
| 2013          | Kanada        | VM            | 5:a           | 8  | 4       | 1   | 5      | 0     |     |
| 2014          | Canada        | OS            | 1             | 4  | 0       | 0   | 0      | 0     |     |
| 2015          | Kanada        | VM            | 1             | 10 | 4       | 8   | 12     | 2     |     |
| 2016          | Kanada        | VM            | 1             | 10 | 5       | 5   | 10     | 2     |     |
| 2016          | Kanada        | WCH           | 1             | 6  | 2       | 2   | 4      | 2     |     |
| 2017          | Kanada        | VM            | 2             | 10 | 1       | 0   | 1      | 0     |     |
| Junior totalt | Junior totalt | Junior totalt | Junior totalt | 17 | 10      | 12  | 22     | 18    |     |
| Senior totalt | Senior totalt | Senior totalt | Senior totalt | 66 | 22      | 22  | 44     | 8     |     |

## Meriter & utmärkelser
| Merit                      | År         |
| -------------------------- | ---------- |
| OHL                        |            |
| Bobby Smith Trophy         | 2009       |
| NHL                        |            |
| All-Rookie Team            | 2010       |
| NHL All-Star Game          | 2011, 2016 |
| International              |            |
| Spengler Cup All-Star Team | 2012       |
| OS-guld                    | 2014       |